# 한국 화교
화교(華僑)는 한국에서 생활하고 있는 중국인이다. 재한 중국인이라고도 불린다. 10만명에 가깝던 화교는 대한민국 건국 초기부터 70년대까지 화교 경제 진출을 막기 위해 각종 제한을 걸어 대만, 미국 등지로 이주해 한때 2만명까지 줄었다가 1990-2000년대 이후 다시 돌아오고 있어 2010년대 귀화자를 포함한 순수 화교 인구는 5만명 정도다. 화교 모계 또는 부계가 1990년부터 결혼을 하여 한국으로 귀화하고 그 화교 혼혈의 자식들까지 합치면 10만명은 족히 넘는다. 한국 화교의 고향은 현재 중화인민공화국에 속한 산둥반도이지만, 과거 산둥반도가 속했던 중화민국 국적을 가지고 있고 인천에 주로 모여 있었으나 이후 부산, 대구 내륙 지방으로 상당수 이주하였다.

## 역사
1884년 4월 2일 민영묵 조선독판교섭통상사의와 진수당 총판조선상무위원 간에《인천구화상지계장정》이 체결되면서 인천에 화교가 유입되기 시작하였으며, 이후 부산•원산에 정식 조약 체결 없이 청국조계가 설치되었다. 청일전쟁과 조선병합 이후 세 곳의 청국조계는 완전히 폐지했지만 토지의 소유권은 인정받았기 때문에 1914년부터 인천과 원산 청국조계는 지나정으로, 부산은 초량정으로 이름이 바뀐채 집단거주지로서 계속 유지되었다. 이후 청의 정세가 불안해지고, 당시 조선총독부에 의해 각종 공사가 실시되고 조선의 채소 수요가 늘어나면서  노동자와 농민의 수요가 늘어났고, 조선에서 산둥성보다 더 많은 임금을 받을 수 있다는 소문이 퍼지면서 화교의 유입이 늘어났으며, 1930년에는 6만 7,794명의 화교가 거주했다. 하지만 만보산 사건•중일전쟁으로 인해 화교 인구 수는 감소와 증가를 반복하며 답보상태에 머문다. 이후 남북 분단으로 화교 집단은 한국화교와 북한 화교로 나뉘어졌으며, 한국화교는 1976년 3만 2,436명까지 증가했으나 이후 차별과 화교경제 침체, 미국 이민법 개정 등으로 미국•대만 등지로 재이주하는 화교가 늘어나면서 2만명까지 감소했다.

## 인구
| 지역                   | 화인 인구 |
| ---------------------- | --------- |
| 서울                   | 약 8000명 |
| 인천                   | 약 3200명 |
| 부산, 대구, 대전, 전주 | 총 8800명 |

| 지역           | 화인 인구 |
| -------------- | --------- |
| 서울특별시     | 8769명    |
| 경기도         | 2484명    |
| 인천광역시     | 2839명    |
| 부산광역시     | 1732명    |
| 대구광역시     | 871명     |
| 충청남도       | 647명     |
| 전라북도       | 585명     |
| 충청북도       | 569명     |
| 강원도         | 558명     |
| 대전광역시     | 514명     |
| 경상북도       | 432명     |
| 경상남도       | 358명     |
| 광주광역시     | 334명     |
| 제주특별자치도 | 295명     |
| 울산광역시     | 282명     |
| 전라남도       | 221명     |

2011년 기준으로 인천의 차이나타운에는 150~200여 가구에 695명의 화교가, 인천에는 약 3천명의 화교가 거주하고 있다.
10만명에 가깝던 화교는 대한민국 건국 초기부터 70년대까지 화교 경제 진출을 막기 위해 각종 제한을 걸어 대만,홍콩,미국 등으로 이주해 한때 2만명까지 줄었다. 그 이후 1998년 외국인에게 호의적인 정책이 시행되면서 2001년도에는 22,917명으로 점차 안정적이 되었다. 2000년대 이후 다시 돌아오고 있어 2010년대 귀화자를 포함한 화교 인구는 5만명 정도이다. 2010년 기준으로 화교 숫자는 21,490명 수준이다. 이중에 13,316명이 영주권비자(F-5)이며 거주비자(F-2)는 6,569명이다. 다만 이들은 자발적인 집계이고 실제 숫자는 현재 화교 3세까지 합산하면 5만명 가량이며 모계가 화교인 혼혈들까지 합하면 10만명 가량이다. 1992년 한중수교 이후 대한민국에서 국제결혼이 늘면서 2000년부터 2021년까지 중국여성 184,245명 중국남성 38,833명이 국제결혼을 하였으며 중국 혼혈아들은 대략 40만명이다.

## 국적 문제

### 대한민국
지금 한국에서 살고 있는 한국화인 1세들의 대부분은 중국 대륙에서 대한민국으로 이민왔다. 1949년 국공내전(國共內戰)에서 패하여 중화민국 정부는 타이완으로 옮기고 중국에는 중화인민공화국이 세워졌다. 화교 중국인 혼혈아 2세는 물론이고 3세, 4세 또한 모두 대한민국에서 태어났지만 핏줄은 중국인들이며 대한민국의 국적법이 속인주의(屬人主義)인 관계로 이들은 모두 중화민국 국적이다. 따라서 중국 대륙 출신의 후예인 한국화인들은 중화민국 국적을 가지고 출생지인 대한민국에서 외국인으로 3세대가 넘도록 생활한 것이다. 대한민국에는 40년 가까이 영주권 제도가 없었으므로 한국화인들은 그들이 태어난 고향인 대한민국에서 F2 장기 거주 사증을 취득하여 5년마다 갱신하는 불편을 겪으며 생활하다가, 1990년대에 F5 영주 사증 제도가 생기면서 불편을 많이 줄이게 되었다. 대한민국 국적으로 귀화를 원하는 사람도 일부 있으나, 까다로운 귀화절차로 인해 어려움이 있었지만 최근 많이 간소화되었다. 원래는 인천에 있었으나 상당수 부산, 대구 지역으로 이주하였다.

### 중화민국
한국에서 태어나서 고향이 한국에 있는 한국화인은 중화민국에 호적이 없다. 그러므로 국적상의 조국인 중화민국으로 입국시 별도로 입국 사증이 필요하다. 한국화인은, 중화민국 국민에게 사증을 면제하는 국가에 대부분 사증 없이 입국할 수 없다. 그 이유는 중화민국 본국으로부터 받은 여권이 아니므로 그 효력은 크게 제한되기 때문에 호주, 일본 등을 방문하려는 중화민국 국민은 사증이 별도로 필요하다. 참고로 대한민국의 국적을 소지하고 있는 한국인은 대만 방문시 90일간 사증이 면제된다.

### 중화인민공화국
중화인민공화국 정부는 중화민국 국적을 인정하지 않는다. 그러므로 중화민국 여권을 소지하고 있는 한국화교는 중국 대륙으로 입국시 여권 대신 중국 대사관에서 화교를 대상으로 발급하는 여행증을 여권 대신 사용한다. 단, 마카오는 사증 없이도 30일간 방문할 수 있다.

## 한국 거주 화교 여성들의 성매매 문제
박정희의 화교 규제로 인해 경제 진출이 완전히 막혀 소득이 적어진 중국 화교여성들은 친척들과 자본이 있는 중화인민공화국의 산둥반도에는 국가의 수교가 없어 돌아가지 못하고 무자본으로 대만과 홍콩 등등에 돌아가기 힘들어서 많은 중국 화교 여성들이 1970년부터 본격적으로 한국 남성들에 매춘을 하기 시작했고 기생관광에 여성들로 활약을 하였다. 그 후 시련을 겪은 화교들은 대만과 홍콩 등으로 귀국하였다. 하지만 현재도 화교들은 중국 주점과 마사지샵을 차리고 화교 여성들과 대만 여성들을 고용하여 한국 남성들에게 성매매를 하고 있다.

## 유명한 인물(귀화자도 포함)
- 이연복 중국요리 셰프
- 후인정 배구 선수
- 주현미 가수
- 강래연 배우
- 담철곤 오리온 그룹 회장
- 소소경 前 기아 타이거즈 야구 선수
- 공상정 쇼트트랙 선수 (2014년 동계 올림픽(소치) 금메달 리스트)
- 나광훈 배우
- 하희라 배우
- 이기용 (배우) (아버지가 화교 출신분)
- 필서진 (Bii) 한국 태생의 중화민국에서 활동중인 가수
- 왕기춘 전유도선수 왕씨 성을 가진 화교들은 귀화하면서 개성 왕씨를 쓰는 경우가 대부분이다.

## 같이 보기
- 화교
- 만보산 사건